# Hugo Sällström
Richard Hugo Sällström (Estocolmo, 15 de dezembro de 1870 — 19 de fevereiro de 1951) foi um velejador sueco, medalhista olímpico. Ele competiu nos Jogos Olímpicos de Verão de 1912 na classe 12 Metre e conquistou a medalha de prata na disputa a bordo do Erna Signe com Nils Persson, Per Bergman, Dick Bergström, Kurt Bergström, Hugo Clason, Folke Johnson, Sigurd Kander, Iwan Lamby e Erik Lindqvist.